# Médaille du Mérite militaire (Belgique)
Pour les articles homonymes, voir Médaille du Mérite militaire.
La Médaille du mérite militaire ou Médaille du Mérite en faveur des membres du personnel de la défense et d’armées étrangères (néerlandais : Medaille van Verdienste ten gunste van de personeelsleden van defensie en van vreemde legers) est une décoration militaire belge. Elle fut instituée le 23 février 2005 et est décernée aux membres des forces armées belges ainsi qu'aux civils travaillant pour la Défense qui se sont distingués par leur conduite et leur manière de servir ou par des prestations occasionnelles qui revêtent un caractère exceptionnel. Elle succède à la précédente Médaille du mérite militaire créée par arrêté ministériel du 18 avril 1988.
La Médaille du Mérite peut également être attribuée aux membres civils et militaires d'une armée étrangère qui ont exceptionnellement bien coopéré et fourni un appui exceptionnel au profit de la Défense.
La médaille est décernée par arrêté royal.

## Historique
La Médaille du mérite militaire originale fut instituée en 1988 par un arrêté ministériel et décernée par le Ministère de la Défense Nationale. Toutefois, il fut estimé que cette récompense avait une visibilité et une importance limitée et une nouvelle récompense légèrement différente fut créée à sa place qui serait décernée par le Roi. La médaille originale peut être considérée comme équivalente à la nouvelle.

## Attributions
La Médaille du mérite militaire est décernée par le Roi sur proposition du directeur des ressources humaines des forces armées belges aux personnes qui :
- sont plus productives que la plupart de leurs collègues;
- essayent d'atteindre la perfection dans leur tâche quotidienne;
- ont de leur propre initiative réalisé quelque chose de bénéfique pour l'armée belge;
- n'ont subi aucune sanction disciplinaire ou pénale;
- se comportent de manière exemplaire; et
- prennent en compte le côté humain et social dans leur travail

La Médaille peut aussi être décernée à des militaires ou des civils étrangers qui ont fourni un appui exceptionnel à l'armée belge.
On ne peut être décoré de la Médaille du mérite militaire, si l'on a déjà reçu la Décoration Civique pour les mêmes faits.
La Médaille est décernée une fois par an à quelques personnes (entre 4 et 11 personnes jusqu'à présent)

## Classes
La Décoration Militaire est décernée dans une seule classe.

## Insigne
L'insigne est rond, en bronze, montrant sur l'avers le Lion Belge et sur le revers le nom du récipiendaire et la date de la décoration. Il est suspendu par un anneau à un ruban bleu ciel entrecoupé de 4 lignes verticales blanches. L'originale avait le même aspect.